# På vilket språk drömmer du?
På vilket språk drömmer du? (franska: Langue Étrangère) är en fransk-tysk romantisk dramafilm som hade premiär den 19 februari 2024 på Berlins internationella filmfestival. Filmen är regisserad av Claire Burger som även skrivit filmens manus tillsammans med Léa Mysius.

## Handling
Filmen handlar om Fanny och Lena. Fanny är en blyg och ensam tonåring som åker på ett språkutbyte till Tyskland. I Leipzig träffar hon sin brevvän, Lena, en tonåring som är på väg att bli politiskt aktiv, vilket oroar Fanny. För att vinna över Lena, hittar hon på ett liv åt sig själv, till den grad att hon blir fast i sina lögner.

## Rollista (i urval)
- Lilith Grasmug - Fanny Brussieux Ait Chergui
- Josefa Heinsius - Lena Schreber
- Nina Hoss - Suzanne Schreber
- Chiara Mastroianni - Antonia Brussieux
- Jalal Altawil - Anthar Ait Chergui